# Giải Tinh thần độc lập
Giải Tinh thần độc lập (tiếng Anh: Independent Spirit Awards), tên ban đầu là FINDIE hoặc Friends of Independents Awards (Các bạn của giải Độc lập), là giải thưởng điện ảnh của tổ chức "Film Independent", một tổ chức bất vụ lợi, nhằm khuyến khích ngành phim tư nhân độc lập (không do Hollywood sản xuất).

## Lịch sử
Giải được thành lập năm 1984, nhằm thưởng cho các người làm phim độc lập (ngoài Hollywood). Biểu tượng của giải là một "cúp" hình kim tự tháp bằng thủy tinh acrylic, gồm các sợi dây giày, tượng trưng cho các ngân sách nhỏ mọn của các phim độc lập (so với các phim của Hollywood). Năm 1986, tên giải được đổi lại là "Giải Tinh thần độc lập" (Independent Spirit Awards). Năm 2007 buổi lễ trao giải hơi thay đổi một chút thành tên Film Independent's Spirit Awards (Giải Tinh thần của Phim độc lập).
Từ năm 2006, các người đoạt giải được nhận một cúp mô tả một con chim ở trên đỉnh của một cột, với các dây giày từ kiểu thiết kế trước kia quấn quanh cột.
Lễ trao giải thưởng được tổ chức trong một lều trên bãi biển ở Santa Monica, California, Hoa Kỳ, thường là hôm trước ngày trao Giải Oscar (từ năm 1999; ban đầu là thứ Bảy trước lễ trao giải Oscar). Từ năm 1994, lễ trao giải này được phát sóng trên Kênh Phim độc lập (Independent Film Channel).
Lễ trao giải Tinh thần độc lập năm 2009 diễn ra ngày 21.2.2009.

## Các hạng mục
- Giải Tinh thần độc lập cho nam diễn viên chính xuất sắc nhất
- Giải Tinh thần độc lập cho nữ diễn viên chính xuất sắc nhất
- Giải Tinh thần độc lập cho nam diễn viên phụ xuất sắc nhất
- Giải Tinh thần độc lập cho nữ diễn viên phụ xuất sắc nhất
- Đạo diễn xuất sắc nhất
- Quay phim xuất sắc nhất
- Phim hay nhất
- Phim ngoại ngữ hay nhất
- Phim đầu tay hay nhất
- Phim tài liệu hay nhất
- Kịch bản hay nhất
- Kịch bản đầu tay hay nhất
- Giải John Cassavetes
- Giải Robert Altman
- Giải Acura Someone to Watch
- Giải Piaget Producers
- Giải Truer than Fiction